# Orkoraptor
Orkoraptor ("lupič od ozubené řeky") byl rod středně velkého teropodního dinosaura, který žil v době před asi 70 miliony let na území dnešní argentinské Patagonie. Fosilie tohoto dravého teropoda z kladu Megaraptora byly objeveny roku 2001 v sedimentech geologického souvrství Cerro Fortaleza. Formálně byl tento dinosaurus popsán roku 2008 jako typový druh O. burkei.

## Tělesné rozměry
Holotyp tohoto teropodního dinosaura měřil na délku asi 6,5 metru a jeho hmotnost se mohla pohybovat kolem 500 kilogramů.

## Zařazení
Tento druh spadal do skupiny Megaraptora a jeho blízkými příbuznými tak byly například rody Maip, Megaraptor, Aerosteon nebo Murusraptor.